# 平鎮區
平鎮區（臺灣客家語四縣腔：pinˇ ziinˋ kiˊ，饒平腔：pin zhinˋ kiˇ），舊稱「安平鎮」，位於臺灣桃園市中央偏南。北臨中壢區，西鄰楊梅區，東鄰大溪區，東北連八德區，南接龍潭區，境內有平鎮工業區、褒忠祠義民廟。
平鎮區原有的發展核心在安平鎮、南勢、山子頂一帶，日後因受到鄰近都市中壢區的影響，其發展較受限制，而易於成為該都市的邊緣地帶。當地的發展高度緊密結合中壢，以全國眾所皆知的高中棒球強權平鎮高中棒球隊而聞名。

## 歷史
平鎮的名稱由來是由於以前為了保護從大湖口至中壢、桃園之行旅的安全，因而在此地設置張路寮（今楊梅區埔心地區）、望路寮（今平鎮區南勢地區），夾在兩地之間的地區則稱為西勢（今平鎮區平鎮里一帶，今桃72線南平路沿線），後來治安好轉，取以保護平安的意思，改稱為「安平鎮」。直到1920年9月1日日本在台實施地方制度，將三個字以上的地方都改為兩個字，因此將安平鎮易名為「平鎮」。
平鎮早期在考古上屬於3500年前犁頭尖系統文化群系列，目前已發現宋屋遺址、福譚宮遺址、莊厝遺址等三處遺址，但沒有留下明確記載的可能是因為當時的居民遷移至別處，而導致此地區並沒有將文化延續下來。
1662年，鄭成功率軍入臺驅逐荷蘭人，以赤崁為東都明京，設1府2縣，府即承天府，二縣以新港溪（今鹽水溪）為界，以北為天興縣而以南為萬年縣，平鎮名義上隸屬天興縣管轄。1664年8月，鄭經改東都為東寧，二縣改為州，天興縣改為天興州:161。1683年，清帝國攻滅明鄭。翌年（1684年），清帝國在臺設1府3縣，諸羅縣管轄今曾文溪以北區域，故平鎮屬諸羅縣:162。1723年，清廷將諸羅縣虎尾溪以北部分增設彰化縣和淡水廳，淡水廳管轄一般行政刑名，錢穀則規彰化縣辦理。1731年，清廷將大甲溪以北區域的刑名、錢穀悉數歸淡水廳管轄，平鎮始正式隸屬淡水廳:164。1874年牡丹社事件爆發後，次年（1875年）2月清廷准請於北臺灣設置臺北府，臺北府下設淡水縣、新竹縣、宜蘭縣及基隆廳，平鎮隸屬臺北府淡水縣桃澗堡:169。
1894年，清廷在甲午戰爭中戰敗，與日本訂定《馬關條約》，將臺灣及澎湖割讓給日本，時引起眾多臺灣紳民不服:187。1895年5月29日，日軍登陸澳底（今新北市貢寮區），受到桃竹苗地區居民的對抗；6月28日，臺灣總督府將臺灣改為3府1直隸州，平鎮屬臺北縣淡水支廳桃澗堡；7月1日，日軍與安平鎮的抗日軍在當地爆發「安平鎮之役」，日軍先為戰敗，其後開始實施掃蕩抗日軍的行動，並由大溪、中壢兩路進攻，兩方於龍潭會師，數日後安平鎮抗日軍於龍潭不支而退，史稱「龍潭陂之役」:187－190。1897年5月，臺灣改為6縣3廳，平鎮隸屬臺北縣中壢辦務署。1898年，改為3縣3廳，中壢辦務署併入桃仔園辦務署，平鎮改隸臺北縣桃仔園辦務署中壢支署。1901年，全臺分設20廳，平鎮屬桃仔園廳中壢支廳。1903年，平鎮分屬桃仔園廳第八區、第九區。1905年，平鎮分屬桃園廳宋屋、安平鎮兩區:190－192。1920年10月，廢廳制，臺灣行政區劃改為州、郡市、街庄，平鎮屬新竹州中壢郡。平鎮庄下劃分平鎮、社子、東勢、南勢、北勢、山子頂、宋屋、雙連陂等8個大字:195。
二戰後，1945年12月27日，調整地方行政制度，平鎮庄改為「平鎮鄉」，隸屬新竹縣中壢區。1946年10月，平鎮鄉公所正式成立，平鎮鄉共轄8個村。1950年10月25日，臺灣省政府調整行政區域，桃園縣由新竹縣劃出，並裁撤區層級，平鎮鄉隸屬桃園縣:214。1951年，平鎮鄉公所所在地遷至北勢地區:215。其後由於眷村的進駐、工業區的設立、都市計劃的實施以及交通建設的改善等各種因素，促使平鎮鄉人口快速成長。1991年9月27日，平鎮鄉人口突破15萬人，遂於翌年（1992年）3月1日升格為縣轄市「平鎮市」:232－233。2014年12月25日，配合桃園縣升格為直轄市，平鎮市改制為「平鎮區」。
日本統治時期，平鎮庄役場設於南勢（今桃園市平鎮區南勢國民小學活動中心），戰後庄役場改建為鄉公所。但不久後，1952年，鄉公所便遷移北勢，位於平鎮、中壢鎮交界（今中壢國小對面，1982年又稍微南遷至現址）。1972年桃園縣府施行中壢平鎮都市擴大修訂計劃案，將平鎮北側與中壢市（今中壢區）市區合為一體。由於北勢地區靠近中壢，加上中壢的知名度較平鎮高，平鎮區北勢地區常被誤認為中壢區的一部份；不過也因為靠近中壢，因此成為平鎮區發展速度最快且最完善的地區。

### 平鎮八大
- 雙連坡

雙連坡其實是雙連陂，陂的意思是陂塘而非山坡。撰寫史籍者往往不了解客語而一再將陂字植為坡字，時日既久，後人均僅識「坡」而不是「陂」了。早年因有兩口陂塘相連固而得名，與宋屋庄高山下合稱高雙，目前範圍包括高雙與雙連二里。
- 宋屋

1744年（清乾隆九年），廣東梅縣宋氏率族人到此開墾，故名宋屋庄。初期亦有稱廣興庄者，目前廣興里、廣興市場等地名即由此而起。宋屋庄以前範圍更大，包括今中壢三座屋及楊梅高山頂等地，目前則包括復旦、復興、廣達、廣興、義民、義興、宋屋、平興、廣仁九里。
- 北勢

北勢位於平鎮北部與中壢區緊密交會處，包括新榮、新英、新富、新貴、北安、北勢、北華、金陵、北興、北貴、北富等十二里。北勢靠近中壢，較早開發，反而成為居住及作買賣生意的地方，而「牛埔仔」、「馬場」、「豬埔仔」等三個北勢代表性場所，而後隨著生活型態改變，歷史的陳跡也就逐漸消失。而有記錄的開墾者為乾隆三十年鍾朝和的諸協和墾業團體開闢北勢，並與三崇宮之開基有關，而北勢庄開發跟漳州龍溪人郭樽於乾隆三十年率領族人到中壢驅番設隘相關。北勢也是平鎮地區閩南裔聚集地，包含潮、漳州籍閩南、海陸豐籍福佬及中南部縣市移入漳泉籍閩南人。
- 社子

此處原系霄裡社平埔族原住民之居住地，固衍生出「社仔」之庄名。早年主要分作東社及忠貞二村，東社系因東勢一部分區域與社仔合併而稱東社，忠貞則係因1951年李彌將軍率部自越南撤回台，於1954年建立眷村於此，遂定名為忠貞新村。目前社仔包含東社、龍恩、龍新、忠貞、中正及貿易六里，為龍岡地區的一部份。
- 安平鎮

安平鎮庄以平鎮廟為中心。目前安平鎮庄包含平鎮及鎮興二里。
《桃園縣誌》及《平鎮市誌》均謂平鎮老地名「張路寮」，此誠係因先人不諳客家語，將本為看守之意的「掌」字誤植為張字，致後者一再錯誤複製。正確寫法應為「掌路寮」。掌路寮範圍遠不及安平鎮之廣，代表性低，故稱平鎮老地名為安平鎮為佳。
- 南勢

南勢位於平鎮地理位置中心，早年平鎮庄役場曾設於此，後更改為鄉公所，於1949年後遷往北勢。平鎮第一所小學南勢國小亦設於此。目前南勢庄包括南勢、平安、金星、平南四里。
- 東勢

東勢為於平鎮東南，屬龍潭台地的一部分，海拔約170-180公尺。地名起源係以其所在方位而定。東勢因位於早期墾荒據點中心安平鎮之東南而得名。目前東勢包括建安、東勢、新安、東安、華安五里，後三里部分劃入龍岡都市計畫區。東勢屬漳洲龍溪郭家勢力範圍以建安宮“開漳聖王”為首，成為當地居民信仰對象。
- 山仔頂

山仔頂庄係因地形而來的地名，紅土壤土質，海拔約200餘公尺。早年屬貧瘠缺水之地，因石門水庫興建完成，得以灌溉之水利，加之1973年平鎮工業區建設於此，山仔頂逐步邁向繁榮。目前包括湧豐、湧安、湧光、莊敬、山峰、福林六里。

## 地理

### 位置
平鎮區位於桃園市中央偏南，東與八德區、大溪區為鄰，南為龍潭區，西為楊梅區，北毗中壢區。全區面積47.7532平方公里，約佔桃園市總面積的十六分之一:64。

### 水文
平鎮區的河流最主要有由南向北貫穿的老街溪和新街溪，其他則有大坑崁溪、雙連溪、南勢溪、東勢溪、田心溪等數條次要河川。境內受到地形影響，丘陵山谷間的短細河流流入臺地後，匯聚成較大的幹流，臺地上呈曲流型態，平時河水流量較小，然在豪雨洪水時則因流短水急，水位快速升高而常造成溢流氾濫:102。
老街溪是貫穿平鎮區的最大河流，全長約24.75公里，主流發源於龍潭區，湖口臺地北緣斜坡面，主要上游有大坑缺溪與南勢溪，流經龍潭區龍潭大池後稱為燈潭河，向北流入平鎮區後，再貫穿中壢區，最後於大園區許厝港與田心溪匯流出海。新街溪原稱崩山河，全長約15.3公里，發源於湖口臺地邊坡三角林附近（龍潭區南方），向北流經平鎮區與中壢區後於大園區注入臺灣海峽:77、103。雙連溪、田心溪分別發源於平鎮區雙連里、高雙里，匯流向高山頂臺地北側流水，兩者最後皆流入大園區許厝港出海，途中前者係沿雙連里西北側流入中壢區，後者則流入中壢區五權里一帶匯入老街溪:81。

### 氣候
平鎮區位於桃園臺地上，屬低海拔平地地區，四周無山地屏障且距海不遠，氣溫較不受海拔高度影響，夏季不酷熱，冬季則風勢較強且氣溫較低:96。根據1981年至2012年的氣候資料顯示，平鎮區年平均溫度約為攝氏21.18度，月均溫最高為7月的攝氏27.72度，最低為1月的攝氏14.23度:96－97。全年平均降雨量為2,148.3毫米，各月雨量最多為6月的259.27毫米，最少為12月的71.48毫米:99。

### 人口

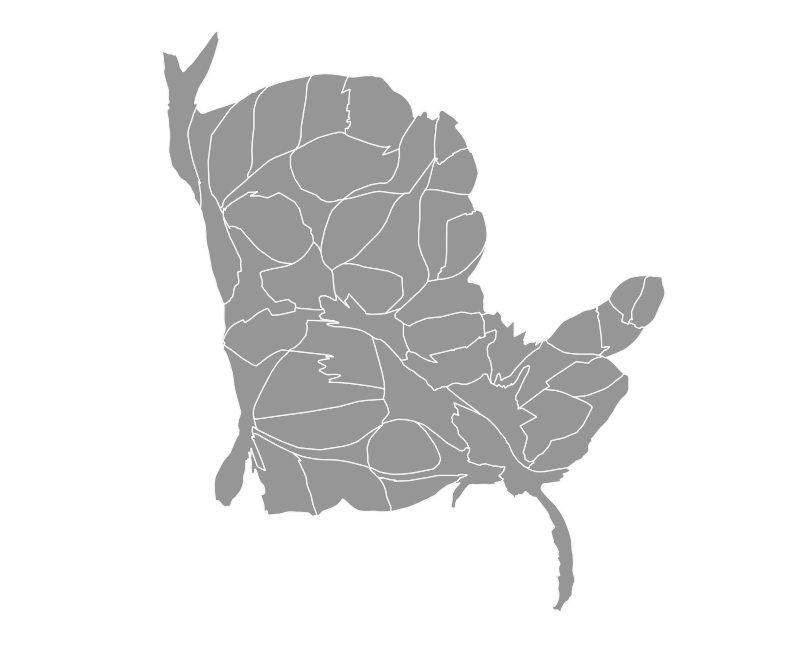
平鎮區人口變形圖（2021年4月）

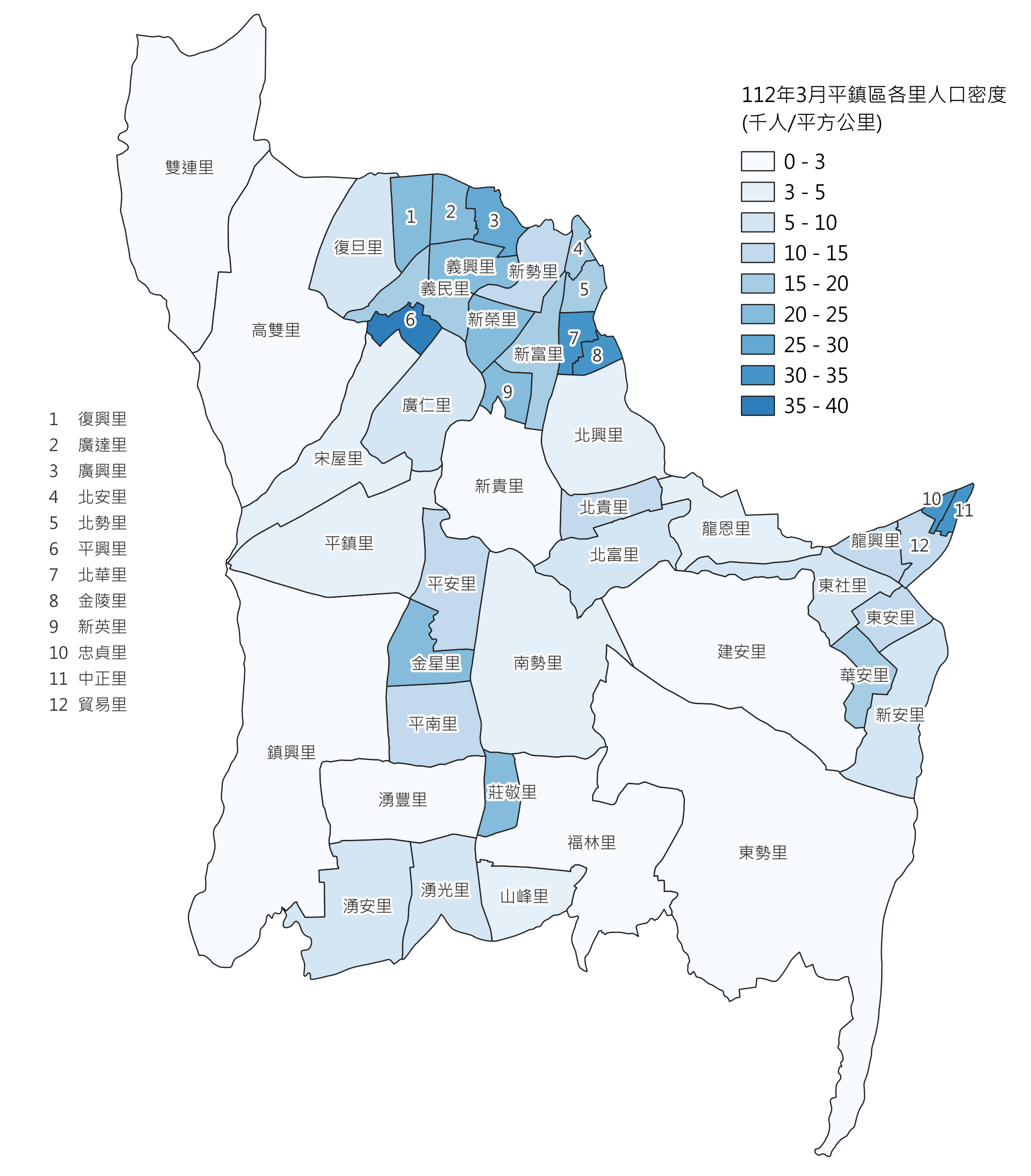
平鎮區各里人口密度圖

根據桃園市政府民政局及桃園市政府平鎮區戶政事務所統計，2024年底平鎮區戶數約8.7萬戶，人口約22.9萬人，區內人口最多與最少的里分別是金星里與忠貞里，2024年底兩里人口分別為9,010人與1,870人。
平鎮區的人口族群結構上以客家人占5成最多，閩南人次之，當中閩南人集中於北勢、東勢一帶，其餘為客家人優勢區域，此外尚有外省人及新住民。近年因工商發展及都市重劃，外縣市閩南人移入南勢、山子頂及宋屋等地一帶，外省人多居住於社子（即今之龍岡）一帶，新住民則散居於平鎮各地。

## 政治

### 歷任首長
| 任次                 | 姓名     | 任職日期       | 離職日期       | 備註                               |
| -------------------- | -------- | -------------- | -------------- | ---------------------------------- |
| 平鎮長               |          |                |                |                                    |
| 1                    | 黃立枝   | 1920年         |                | 官派                               |
| 2                    | 黃立枝   | 1924年7月28日  |                | 官派                               |
| 3                    | 湯鼎佑   | 1925年         |                | 官派                               |
| 4                    | 湯鼎佑   | 1928年3月31日  |                | 官派                               |
| 5                    | 湯鼎佑   | 1931年3月25日  |                | 官派                               |
| 6                    | 湯鼎佑   | 1932年         |                | 官派                               |
| 7                    | 鄧盛裘   | 1934年         |                | 官派                               |
| 8                    | 時任藤二 | 1935年         |                | 官派                               |
| 9                    | 過井     | 1938年         |                | 官派                               |
| 10                   | 過井     | 1941年         |                | 官派                               |
| 平鎮鄉鄉長（普選前） |          |                |                |                                    |
| 1                    | 吳亞全   | 1945年11月17日 | 1946年6月30日  | 官派                               |
| 2                    | 謝清京   | 1946年7月1日   | 1946年12月31日 | 官派                               |
| 3                    | 陳增祥   | 1947年1月1日   | 1948年12月31日 | 鄉民代表間接選出                   |
| 4                    | 黃阿榮   | 1949年1月1日   | 1951年7月5日   | 鄉民代表間接選出                   |
| 平鎮鄉鄉長（普選）   |          |                |                |                                    |
| 1                    | 宋維建   | 1951年7月6日   | 1953年6月30日  | 首任鄉民直選                       |
| 2                    | 宋維建   | 1953年7月1日   | 1956年7月5日   |                                    |
| 3                    | 陳增祥   | 1956年7月6日   | 1960年1月4日   |                                    |
| 4                    | 陳增祥   | 1960年1月5日   | 1964年2月28日  |                                    |
| 5                    | 王年龍   | 1964年3月1日   | 1966年8月31日  | 因案停職                           |
| 5                    | 范良森   | 1966年8月31日  | 1968年2月28日  | 代理                               |
| 6                    | 鄧仁汶   | 1968年3月1日   | 1970年8月10日  | 因案停職                           |
| 6                    | 范良森   | 1970年8月10日  | 1973年3月31日  | 代理                               |
| 7                    | 黃振集   | 1973年4月1日   | 1978年2月28日  |                                    |
| 8                    | 黃振集   | 1978年3月1日   | 1981年12月31日 | 上調升縣政府機要秘書辭職           |
| 8                    | 范良森   | 1982年1月1日   | 1982年2月28日  | 代理                               |
| 9                    | 陳進祥   | 1982年3月1日   | 1986年2月28日  |                                    |
| 10                   | 陳進祥   | 1986年3月1日   | 1989年12月16日 | 當選臺灣省省議員辭職               |
| 10                   | 鄒貴琳   | 1989年12月16日 | 1990年2月28日  | 代理                               |
| 11                   | 莊玉光   | 1990年3月1日   | 1992年2月28日  |                                    |
| 平鎮市市長           |          |                |                |                                    |
| 1                    | 莊玉光   | 1992年3月1日   | 1994年2月28日  | 改制續任                           |
| 2                    | 莊玉光   | 1994年3月1日   | 1998年2月28日  |                                    |
| 3                    | 葉步來   | 1998年3月1日   | 2002年2月28日  |                                    |
| 4                    | 李月琴   | 2002年3月1日   | 2006年2月28日  |                                    |
| 5                    | 陳萬得   | 2006年3月1日   | 2010年2月28日  |                                    |
| 6                    | 陳萬得   | 2010年3月1日   | 2014年12月24日 | 末任市民直選                       |
| 平鎮區區長（指派）   |          |                |                |                                    |
| 代理                 | 林茂山   | 2014年12月25日 | 2015年7月27日  | 首任市長指派代理區長               |
| 1                    | 何明光   | 2015年7月28日  | 2018年7月16日  | 市長指派，陞任客家事務局局長       |
| 2                    | 姜義坤   | 2018年7月16日  | 2018年12月24日 | 原財政局專門委員轉任，調任新屋區長 |
| 3                    | 鄭詩鈿   | 2018年12月25日 | 2020年5月26日  | 原民政局副局長調任，調任中壢區長   |
| 4                    | 鄭錦文   | 2020年5月27日  | 2021年7月16日  | 原平鎮區副區長陞任，屆齡退休       |
| 5                    | 陳慶仁   | 2021年7月16日  | 2022年12月24日 | 原工務局副總工程司調任，回任原職   |
| 6                    | 呂緣     | 2022年12月25日 | 2024年7月16日  | 原龜山區長調任                     |
| 7                    | 蕭巧如   | 2024年7月16日  | 現任           | 原民政局主主任秘書                 |

### 區政組織

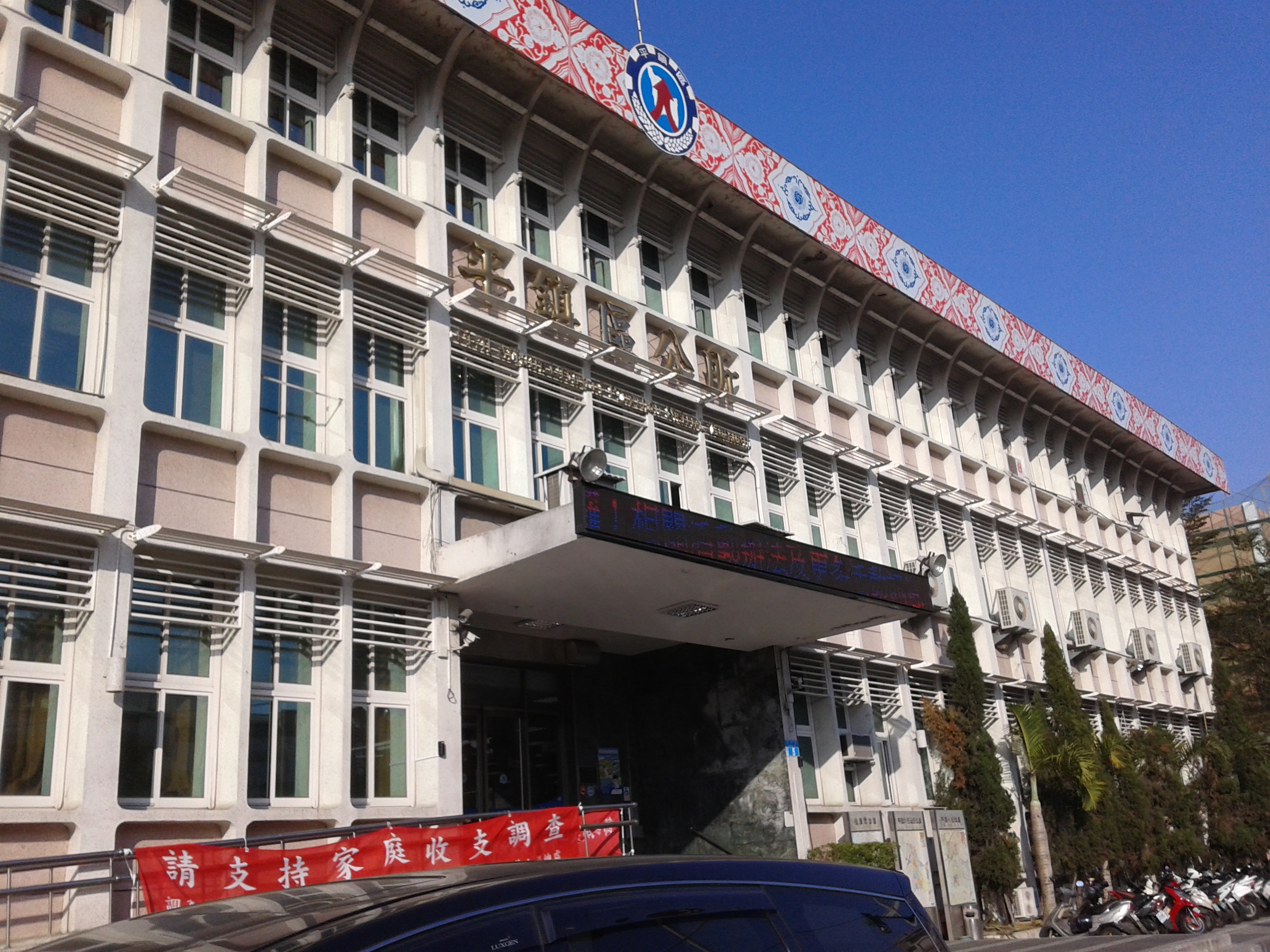
平鎮區公所

平鎮區公所前身為「平鎮鄉公所」與「平鎮市公所」，二戰後，公所曾屢次搬遷，原址位於南勢里中豐路南勢二段的南勢國小旁（現為活動中心），現址則位於新富里振興路5號，為綜合型辦公大樓。平鎮區公所是桃園市政府在平鎮區的派出機關，在中華民國政府架構中為市政府綜理區政的執行機關，上級業務監督機關為桃園市政府。区长由市長任命，其任期為無任期保障。在區長、副區長及主任秘書之下，設有5課4室等9個內部單位。平鎮區為桃園市議會第八選區，在市議會的63席市議員中，平鎮區共選出6席區域市議員（不含平地原住民與山地原住民議員）。

### 行政區
現今平鎮區行政範圍的確立，來自於1920年，日本將臺灣十二廳改為五州二廳，設平鎮庄屬新竹州中壢郡。平鎮庄轄社子、東勢、南勢、山子頂、平鎮、北勢、宋屋、雙連坡等8個大字。1945年12月，改為「平鎮鄉」，屬新竹縣中壢區。1950年，調整行政區域並裁撤區署，平鎮鄉改隸新成立的桃園縣:332－333。1992年3月1日，平鎮鄉改制為「平鎮市」:334。2014年12月25日，桃園縣改制為直轄市，平鎮市改制為市轄區「平鎮區」，隸屬桃園市。
平鎮區共轄46里:334，其行政區域分布情形為：

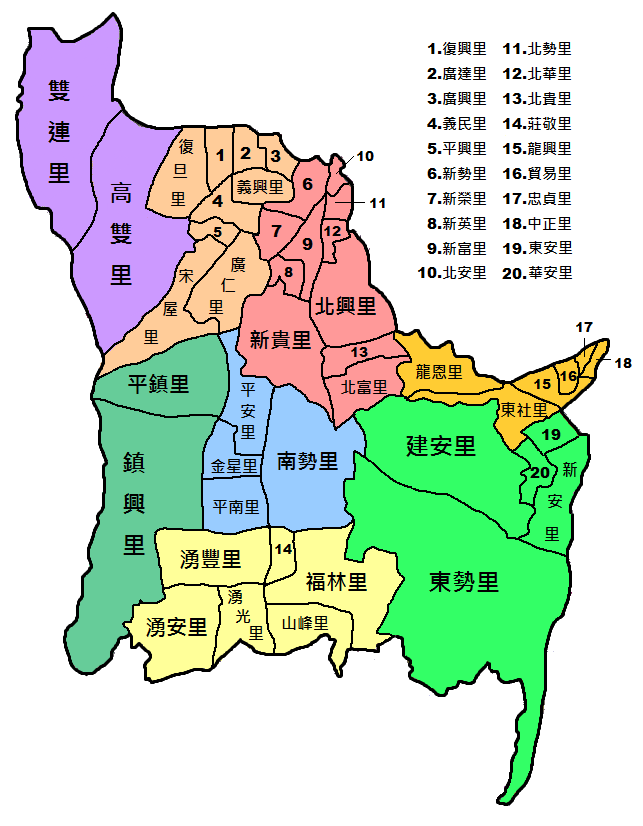
平鎮區行政區劃

| 次分區 | 次分區 | 里名   | 里名   | 里名   | 里名   | 里名   | 里名   | 里名   | 里名   | 里名   | 里名   | 里名   | 里名   |
| ------ | ------ | ------ | ------ | ------ | ------ | ------ | ------ | ------ | ------ | ------ | ------ | ------ | ------ |
|        | 平鎮   | 平鎮里 | 鎮興里 |        |        |        |        |        |        |        |        |        |        |
|        | 社仔   | 龍恩里 | 東社   | 龍興里 | 貿易里 | 忠貞里 | 中正里 |        |        |        |        |        |        |
|        | 東勢   | 建安里 | 東勢里 | 東安里 | 新安里 | 華安里 |        |        |        |        |        |        |        |
|        | 山仔頂 | 莊敬里 | 山峰里 | 湧光里 | 湧豐里 | 湧安里 | 福林里 |        |        |        |        |        |        |
|        | 宋屋   | 復旦里 | 廣興里 | 義民里 | 宋屋   | 義興里 | 廣達里 | 廣仁里 | 復興里 | 平興里 |        |        |        |
|        | 北勢   | 新勢里 | 新富里 | 北勢里 | 北興里 | 北貴里 | 新貴里 | 北富里 | 新榮里 | 金陵里 | 北安里 | 北華里 | 新英里 |
|        | 南勢   | 南勢里 | 金星里 | 平安里 | 平南里 |        |        |        |        |        |        |        |        |
|        | 雙連坡 | 雙連里 | 高雙里 |        |        |        |        |        |        |        |        |        |        |

## 經濟

### 農會歷史
平鎮區農會創立於1916年10月，初名為「有限責任安平鎮信用組合」。1935年，改稱「保證責任安平鎮信用購買販賣組合」。1943年12月，合併「宋屋信用購買販賣利用組合」改組為「平鎮庄農業會」。臺灣由中華民國接管後，平鎮庄農業會歷經平鎮鄉農會與平鎮鄉合作社並行、新竹縣平鎮鄉農會、桃園縣平鎮鄉農會、桃園縣平鎮市農會等各階段改制變更:440－442:517，2015年1月1日，改名「平鎮區農會」迄今。隨著農會組織體制不斷更新，平鎮區農會現有會務部、會計部、企劃稽核部、供銷部、保險部、推廣部、生命禮儀服務部、信用部、資訊部等部門，除信用部的5個分部外，另有宋屋辦事處、北勢辦事處、金陵辦事處、山峰辦事處、龍岡辦事處等:517。

### 工業
平鎮區之建商由於多有「往高處蓋」的共識，因此南勢重劃區等等重劃區皆仍有綠地，部分綠地被歸劃為工業區，也使平鎮成為「小而精」的「五臟俱全」城市，以下為平鎮區境內之工業區：
| 名稱                     | 所在地區       | 相關資訊                         |
| ------------------------ | -------------- | -------------------------------- |
| 新竹科學工業園區龍潭園區 | 平鎮區、龍潭區 | 第一期廠商已進駐，第二期開發中。 |
| 平鎮工業區               | 平鎮區         | 經濟部工業局平鎮工業區服務中心。 |

- 以上參考維基百科記載之桃園市工業園區列表。

### 百貨及賣場
- 特力屋（平鎮店）
- 家樂福（平鎮店）
- 大潤發（平鎮店，含物流中心）
- 全聯福利中心
  - 平鎮南豐店
  - 平鎮中豐店（含美妝）
  - 平鎮和平店（含生鮮、美妝）
  - 平鎮環南店
  - 平鎮新富店
  - 平鎮育達店
  - 平鎮上海店
  - 平鎮延平店
  - 平鎮貿五店
  - 平鎮祥安店
  - 平鎮龍南店
- 愛心聯盟生鮮超市
- 愛心聯盟平興店
- 思夢樂（平鎮店）
- 寶雅生活館
  - 桃園平鎮店
  - 平鎮環南店
  - 平鎮延平店
  - 平鎮中豐店
  - 平鎮南豐店
  - 家樂福平鎮店
- 立特佳
- 家佳樂（平鎮店）
- 家家買（平鎮店）

### 連鎖產業
- 連鎖超商：統一超商（45間）、OK便利店（22間）、全家便利商店（20間）、萊爾富（19間）
- 3C電子：全國電子（3間）、燦坤3C（3間）及其他。
- 生活婦幼：寶島眼鏡（2間）、鞋全家福（3間）及其他。
- 交通油品：中油（15站）、台塑石化、（5站）
- 電信通訊：中華電信（2間）、神腦國際（2間）、遠傳電信（5間）、威寶電信（2間）、全球一動（3間）、震旦通訊（1間）及其他。
- 連鎖餐飲：TEA'S原味北區總部。

### 金融產業
金融產業的進駐，代表了地方的商業密集性與經濟發展的指標，由於鄰近縣市及郵局之數量便利性，在平鎮區目前皆為規模較大之銀行，目前進駐平鎮區的金融產業包括：
國營：
- 中華郵政
  - 平鎮廣明郵局：桃園市平鎮區廣明路71、73號1樓
  - 平鎮郵局：桃園市平鎮區延平路2段221號
  - 平鎮山仔頂郵局：桃園市平鎮區中豐路山頂段296號
  - 平鎮北勢郵局：桃園市平鎮區金陵路2段59號
  - 平鎮金陵郵局：桃園市平鎮區金陵路3段235-1、235-2號
  - 平鎮高雙郵局：桃園市平鎮區高雙路181號
  - 平鎮南勢郵局：桃園市平鎮區興安路120號
- 臺灣銀行
  - 平鎮分行：桃園市平鎮區環南路二段11號
- 臺灣土地銀行
  - 平鎮分行：桃園市平鎮區中豐路山頂段5號1至3樓

民營及外資：
- 合作金庫銀行平鎮分行：桃園市平鎮區環南路二段290號
- 合作金庫銀行新明分行：桃園市平鎮區環南路一段1號
- 渣打銀行平鎮分行：桃園市平鎮區環南路225號
- 渣打銀行山仔頂分行：桃園市平鎮區中豐路山頂段150號
- 華南商業銀行平鎮分行：桃園市平鎮區環南路二段265號
- 彰化商業銀行新明分行：桃園市平鎮區忠孝路2號
- 中國信託商業銀行南中壢分行：桃園市平鎮區環南路68號
- 元大商業銀行平鎮分行：桃園市平鎮區環南路18號
- 玉山商業銀行壢新分行：桃園市平鎮區民族路二段33號
- 高雄銀行中壢分行：桃園市平鎮區環南路2段18號
- 新竹第一信用合作社平鎮分社：桃園市平鎮區興安路136號

以上已設立之金融機構，其中2家郵局及10家銀行分行地點緊鄰中壢區，若將民間設置之ATM設施排除，依照人口，平均一個金融機構為一萬一千六百八十六人使用。

## 文化

### 宗教信仰
道教
- 雙連坡福明宮：主祀神三官大帝。
- 平鎮東勢建安宮：主祀神開漳聖王。
- 平鎮三君府：主祀神吳府千歲。
- 平鎮北勢三崇宮：主祀神供奏三界公。
- 平鎮天帝新德宮-五路財神廟：主祀神中路、東路、南路、西路、北路財神。
- 平鎮北星玄龍宮：主祀神玄天上帝。
- 平鎮觀音堂：主祀神觀世音菩薩。
- 平鎮參聖宮：主祀神關聖帝君。
- 平鎮南天聖德宮：祀奉神觀世音菩薩、池府王爺、三太子。
- 平鎮妙法玉聖宮：祀奉神玉皇大帝、關聖帝君、觀世音菩薩、王母娘娘、媽祖、玄天上帝...等。
- 平鎮褒忠祠：主祀神義民爺。
- 山仔頂福林宮：主祀神三官大帝。
- 平鎮鎮安宮（平鎮廟）：主祀神三官大帝。
- 平鎮安天宮：主祀神五府千歲。
- 平鎮濟聖宮：主祀神濟公禪師。
- 平鎮永興宮天師府：主祀神五年千歲十二兄弟。
- 平鎮東勢建安宮（東勢廟）：主祀神開漳聖王。
- 平鎮無極天寶宮：主祀神驪山老母。
- 平鎮太清宮：主祀神道德大天尊。
- 平鎮太原賢靈宮：主祀神關聖帝君。
- 平鎮廣玄宮：主祀神玄天上帝。
- 南勢南蒼宮：主祀神三官大帝。
- 南勢南星宮：祀奉神福德正神、觀世音菩薩、關聖帝君、武財神。
- 平鎮廣隆宮：主祀神福德正神（大伯公）。
- 東勢福德祠：主祀神福德正神。
- 建安福德祠：主祀神福德正神。
- 平鎮安樂公：主祀神有應公(鍾姓叔侄)。

佛教
- 湧光禪寺：供奉釋迦牟尼佛
- 永安寺：供奉釋迦牟尼佛
- 圓光力果講堂：供奉三寶佛
- 法鼓山護法總會中壢分會
- 中平精舍
- 南海佛宗靈恩極樂

天主教
- 貿易七村天主堂（龍岡聖母無玷之心天主堂）
- 聖瑪利天主堂

基督新教
- 平鎮崇真堂
- 平鎮召會
- 平鎮靈糧堂
- 平鎮浸信會
- 財團法人中壢教會聚會所
- 財團法人遠東福音宣揚會
- 臺灣基督長老教會平鎮教會
- 臺灣基督長老教會中壢大安教會
- 臺灣基督長老教會榮桃教會
- 臺灣基督長老教會新美教會
- 臺灣基督長老教會壢雅教會
- 臺灣基督長老教會榮峰教會
- 臺灣基督長老教會平農教會
- 臺灣基督長老教會平安鎮教會

自然神信仰
- 長安大樹爺：福林里樹王公。
- 山仔頂石爺公：湧安里石頭公。

### 運動體育
- 桃園市立平鎮棒球場：平鎮區德育路240號
- 桃園市南區青少年活動中心：平鎮區延平路一段168號
- 平鎮區立游泳池：平鎮區高雙路86號
- 桃園市立平鎮射箭場：平鎮區德育路238號
- 平鎮國民運動中心：平鎮區中庸路18號
- 平鎮雙連坡足球場：平鎮區庫房南路1之30號
- 陸軍第六軍團龍岡大操場（橫跨平鎮區及中壢區）

## 教育

### 兵科訓練學校
- 聯合後勤學校校本部：前身為陸軍兵工學校
- 陸軍通信電子資訊學校

### 大專院校
- 國立臺北商業大學桃園校區

### 高級中等學校
- 桃園市立平鎮高級中等學校
- 桃園市私立育達高級中學
- 桃園市私立六和高級中學
- 桃園市私立復旦高級中學

### 國民中學
- 桃園市立平鎮國民中學
- 桃園市立平南國民中學
- 桃園市立東安國民中學
- 桃園市立中壢國民中學
- 桃園市立平興國民中學
- 桃園市私立復旦高級中學附設國民中學
- 桃園市私立六和高級中學附設國民中學

### 國民小學
- 桃園市平鎮區山豐國民小學
- 桃園市平鎮區北勢國民小學
- 桃園市平鎮區東安國民小學
- 桃園市平鎮區忠貞國民小學
- 桃園市平鎮區南勢國民小學
- 桃園市平鎮區復旦國民小學
- 桃園市平鎮區新勢國民小學
- 桃園市平鎮區文化國民小學
- 桃園市平鎮區平興國民小學
- 桃園市平鎮區宋屋國民小學
- 桃園市平鎮區東勢國民小學
- 桃園市平鎮區祥安國民小學
- 桃園市平鎮區義興國民小學
- 桃園市平鎮區新榮國民小學（部分校園位於中壢區內）
- 桃園市平鎮區平鎮國民小學（籌備中）

### 圖書館
- 桃園市立圖書館平鎮分館 - 環南路三段88號
- 桃園市立圖書館東勢分館 - 金陵路五段55號2樓
- 桃園市立圖書館山仔頂分館-坤慶路88號
- 桃園市立圖書館義民分館 - 復旦路二段115號5樓、6樓

## 醫療體系
| 名稱           | 醫療劃分 | 地址                        | 電話         |
| -------------- | -------- | --------------------------- | ------------ |
| 聯新國際醫院   | 區域醫院 | 桃園市平鎮區廣泰路77號      | (03)494-1234 |
| 宋俊宏婦幼醫院 | 地區醫院 | 桃園市平鎮區民族路199號     | (03)402-0999 |
| 秉坤婦幼醫院   | 地區醫院 | 桃園市平鎮區延平路二段129號 | (03)402-5866 |
| 陽明醫院       | 地區醫院 | 桃園市平鎮區延平路二段56號  | (03)492-9929 |
| 新永和醫院     | 地區醫院 | 桃園市平鎮區延平路一段81號  | (03)422-0606 |

## 交通

### 公車客運
聯營
- 9001（國光客運、中壢客運、台聯客運）：中壢－平鎮區公所－第一製藥廠－新貴里－臺北（市府轉運站）
- 701（中壢、桃園客運）：國軍桃園總醫院－林口長庚
- 709（指南、統聯客運）：平鎮－捷運永寧站

桃園客運
- 5050：中壢－員樹林－石門水庫（經平鎮區龍南路）
- 5055：中壢－山子頂－石門水庫
- 5091：中壢－上巴陵－林班口（經平鎮區龍南路）
- 5098：中壢－大溪（經平鎮區龍南路）
- 115A、B：中壢－平東路
- 119：中壢－壢新醫院
- 111：中壢－南勢
- 223：山子頂紅線
- 225：山子頂藍線
- 301：桃園－楊梅
- 301A：龜山－楊梅
- 503：台灣好行親子樂園線（中壢－六福村）

亞通客運
- 5616：中壢－山子頂－龍潭
- 5617：中壢－山子頂－龍潭－關西
- 5623：中壢－宋屋－埔心－楊梅
- 5624：中壢－宋屋－埔心－楊梅－湖口
- 5644：中壢－山子頂－通校－工業新城（祥安國小）
- 5645：中壢－獅子林－東勢－平東橋－金雞湖－金台橋－黃泥塘
- 5645：中壢－獅子林－東勢－平東橋－隘寮頂
- 5647：龍潭－埔心
- 5648：龍潭－埔心－楊梅
- 5649：龍潭－埔心－楊梅－新屋
- 5651：中壢－宋屋－埔心－高榮
- 5653：中壢－山子頂－龍潭－六福村
- 5654：中壢－宋屋－埔心－楊梅－新屋
- 5671：中壢－山子頂－龍潭－黃泥塘－804桃園國軍總醫院
- 5672：中壢－獅子林－東勢－平東橋－金台橋－金雞湖－黃泥塘－804桃園國軍總醫院
- 5674：中壢－獅子林－東勢－平東橋－金雞湖

平鎮區免費市民公車
- 桃園客運
  - 東勢線
  - 平南線
  - 高連線

### 公路
國道
- 中山高速公路
  - 62 中壢中壢交流道
  - 65 平鎮系統平鎮系統交流道

省道
- 台66線：觀音區 - 大溪區
  - 18 平鎮系統平鎮系統交流道
  - 19 平鎮一平鎮一交流道連接台1線延平路三段
  - 20 平鎮二平鎮二交流道連接市道113號中豐路一段
  - 23 平鎮三平鎮三交流道連接市道113甲線金陵路五段
- 台1線：中壢區 - 平鎮區 - 楊梅區，平鎮區路段：環南路、延平路一～三段、陸橋南路
- 台3線：僅通過極南端與龍潭區、大溪區交界附近一小段[21]。

市道
- 市道110甲線：中壢區 - 平鎮區，平鎮區路段：延平路一～二段、終點於環南路與市道112號相接
- 市道112號：中壢區 - 平鎮區 - 中壢區 - 大溪區，平鎮區路段：環南路一～二段、龍南路
- 市道113號：中壢區 - 平鎮區 - 龍潭區，平鎮區路段：中原路、 中豐路、中豐路一段、中豐路南勢一～二段、中豐路莊敬段、中豐路山頂段，為中豐公路首段，過去為省道台四線。
- 市道113甲線：中壢區 - 平鎮區 - 龍潭區，平鎮區路段：金陵路一～五段、金龍路、福龍路
- 市道114號：中壢區 - 平鎮區 - 中壢區 - 八德區，平鎮區路段：民族路、民族路雙連一～二段

區道
- 區道桃72線：南平路二段、南平路（南勢至平鎮）、南東路（南勢至東勢）、平東路二段、平東路一段、平東路（平鎮至東勢），為平鎮區東西向重要鄉道，此路也是清代乃至日治時期台北新竹之間的重要聯絡道路之一，從官路缺→東勢→南勢→平鎮→埔心。
- 區道桃73線：中興路平鎮段（楊梅埔心至龍潭）
- 區道桃78線：育英路、育達路、育達路二段、復旦路二～四段
- 區道桃75線：金陵路五段～七段、洪圳路

### 公共自行車
- 桃園市公共自行車租賃系統至2018年9月，在平鎮區設有27站：
  - 新勢公園
  - 桃園市立圖書館平鎮分館
  - 復興廣德街口
  - 宋屋公園
  - 新寶公園
  - 廣仁公園
  - 平鎮區婦幼館
  - 新榮公園
  - 東安國中
  - 莊敬里民集會所
  - 平鎮和平公園
  - 獅子林社區活動中心
  - 民俗文化公園
  - 上海南京路口
  - 廣南停車場
  - 中豐坤慶路口
  - 忠愛公園
  - 平鎮魚形公園
  - 山仔頂公園
  - 義興公園
  - 平鎮市廿公園
  - 平鎮國民運動中心
  - 桃園市立圖書館東勢分館
  - 平鎮平興國中
  - 環南金陵路口
  - 平鎮棒球場
  - 臺北商業大學桃園校區

### 未來
鐵路、捷運
 台灣鐵路管理局
- 縱貫線：平鎮車站（細部規劃中）

 桃園捷運
- 橘線（規劃中）：山子頂站 – 南勢站 – 平鎮車站 – 褒忠祠站

## 公共設施

### 建設及硬體
- 平鎮區社教文化中心心：環南路三段88號
- 平鎮區長青文康中心：開封街88號
- 平鎮區婦幼活動中心：平鎮區廣成街10號
- 桃園市南區青少年活動中心：延平路一段168號
- 平鎮國民運動中心：中庸路18號
- 東勢社區活動中心兼鄒新和先生紀念圖書館：金陵路五段55號
- 平鎮區南勢納骨塔：平鎮區中庸路51號

### 公園及綠地
目前平鎮區擁有大小公園51處，包括復興親子公園、山子頂公園、建安宮公園、新富公園、民俗文化公園、新勢公園、漢口環保公園、天津環保公園、義興公園、北富公園、金星親子廣場、莊敬公園、廣達公園、廣仁公園、文化公園、宋屋公園、新寶公園、新榮公園、北勢公園、河濱公園、兒三公園、德育公園、市廿公園、振平公園、和平公園、新天母公園、承德公園、長沙公園、兒十一公園、貿易公園、貿七公園、新光66橋下休憩廣場、停一公園、日星公園、兒廿六公園、雲南文化公園、兒一公園、山峰公園、運動公園、富貴集祥公園、洪圳休閒運動廣場公園、社子陂塘生態公園、忠愛公園、碉堡公園、鑊篤陂塘生態公園、大坑缺石駁生態園區、水岸公園廣場、樂活廣場、公一公園、華中香榭公園、龍恩社區公園等及少部份規劃中綠地等，提供民眾休閒遊憩的空間。

### 停車設施
平鎮區人口眾多，現與桃園區、中壢區及八德區名列桃園市前四大產業重鎮，停車設施已非常不足，目前規劃及建設有以下公有（私有不納入統計）停車設施：
- 公有廣北停車場：平鎮區民族路245號，提供119輛小型車停車空間。
- 公有廣南停車場：平鎮區環南路與延平路口，提供72輛小型車停車空間。
- 公有平鎮停車場：平鎮區新富段181、182地號，提供78輛小型車停車空間。
- 公有立體停車場（非正式名稱）：桃園市政府警察局平鎮分局旁，目前規劃建設中，初步規畫因應重劃區內大量停車需求，建設形式為立體停車場形式。

## 旅遊

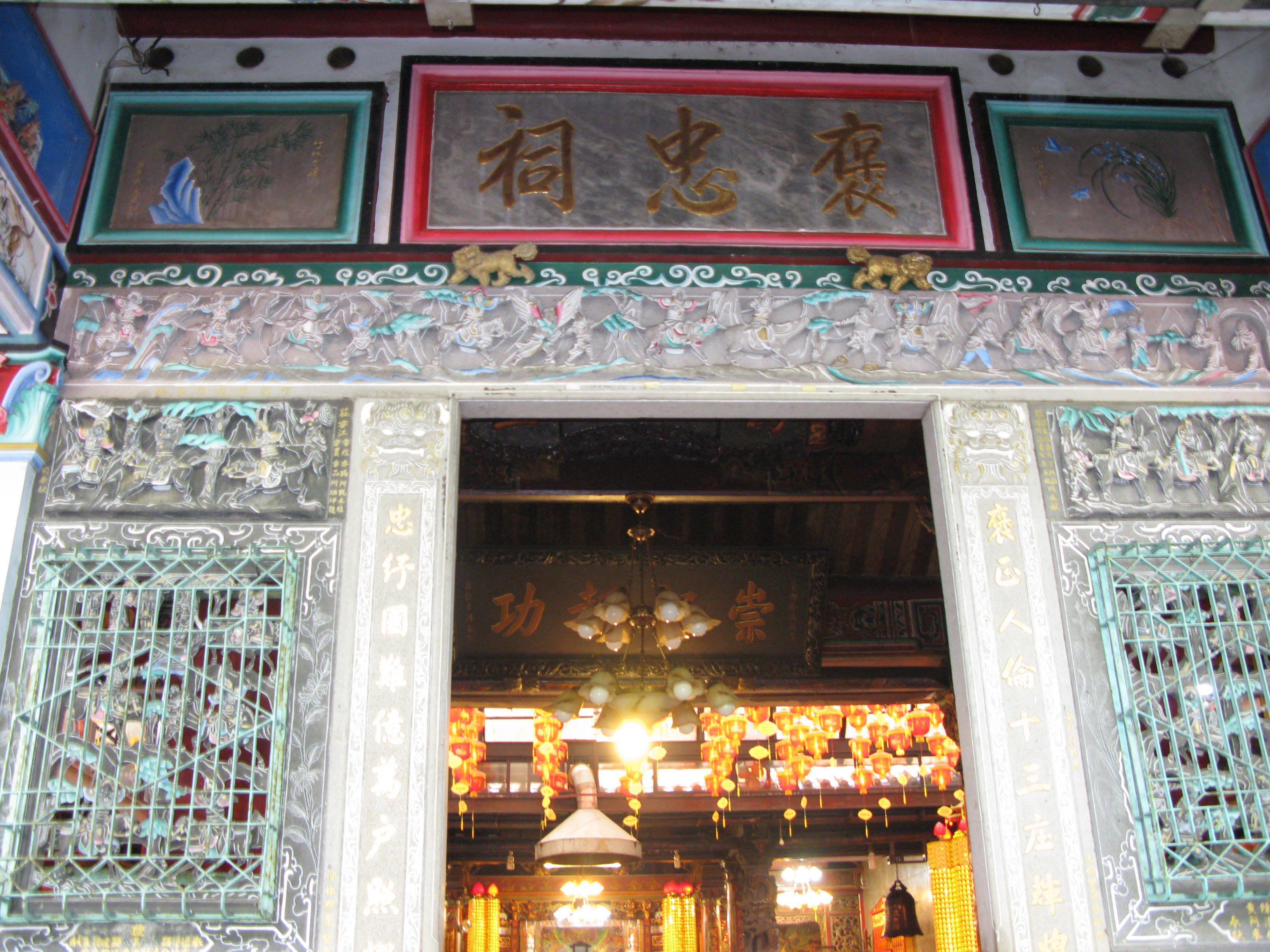
平鎮的義民廟正門，建築充滿客家風格

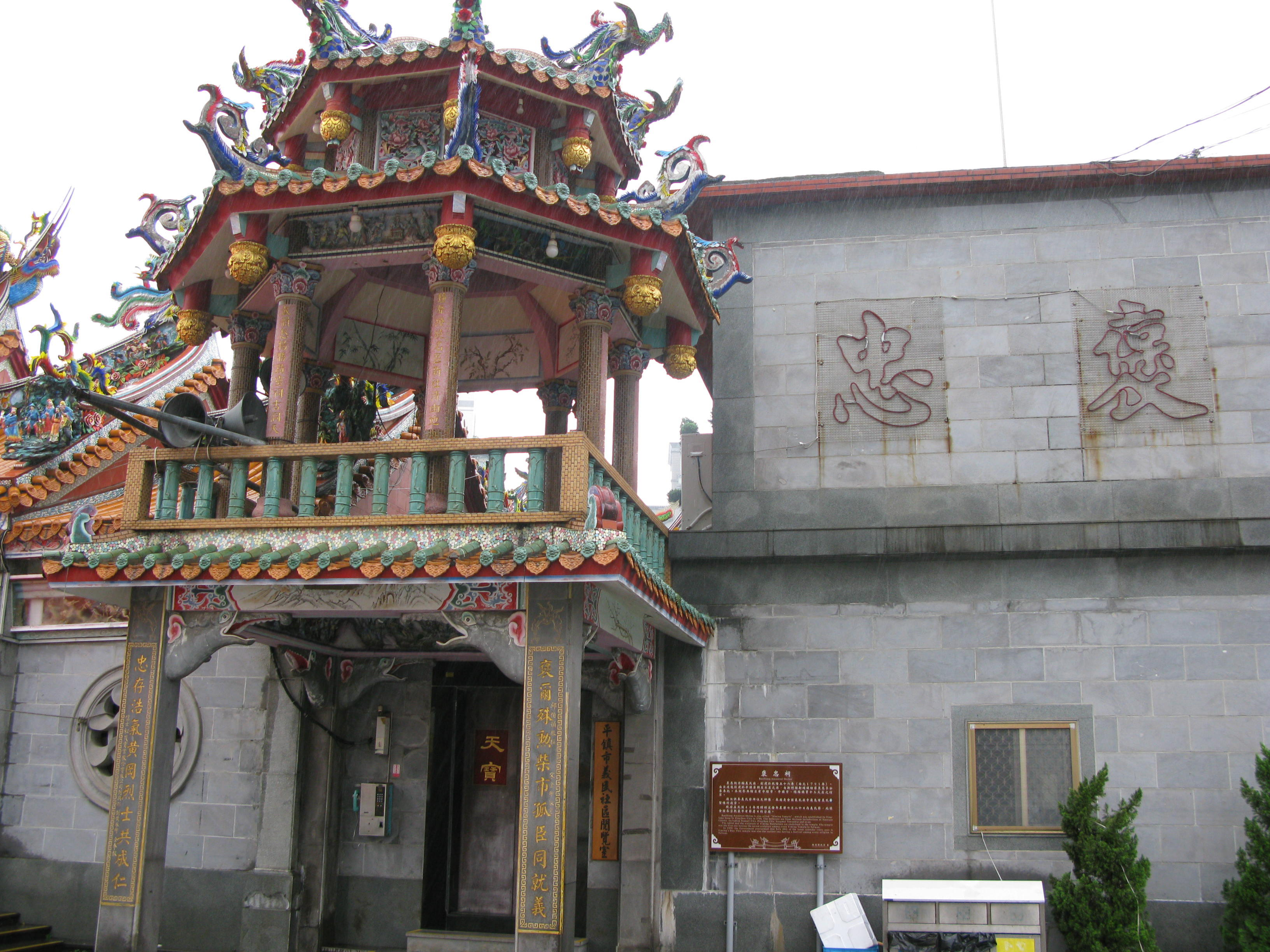
位於平鎮區復旦路二段旁的義民廟部分建築外觀

- 平鎮褒忠祠（義民廟）：道教廟宇，主祀義民爺，褒忠祠俗稱義民廟，平鎮義民廟位於義民里係於乾隆56年（1791年）由宋屋之宋廷龍於平鎮創建，當時稱「義民亭」，由新埔枋寮義民廟恭迎義民爺奉祀，其祭祀轄域包括中壢、平鎮、楊梅等地原十三大庄之民眾。1857年，總理宋寶雲募捐增建前堂及兩廊，勒碑為記，更名為褒忠祠並由宋氏家族負責管理。今日廟貌，則是於1949年由中壢、平鎮、楊梅十三大庄信眾募捐重建。到民國六十年正殿、前殿重修及增建左右兩側二樓廂房褒忠祠方成為面寬五間，兩進加兩護龍的大廟。該廟宇每年農曆七月二十日舉行祭典。
- 八角塘：八角塘並非只有蓄水及釣魚功用，平靜表面下隱藏個可歌可泣的故事。據說甲午戰爭時，清廷戰敗將台灣割讓給日本，1895年6月，安平鎮的胡嘉猷不願屈服，將槍械彈藥運送聚集在安平鎮虎頭岡山下東南邊民宅，率領義軍繼續抗日。後來與日軍發生嚴重死傷衝突，這戰役在台灣史上稱為「安平鎮之役」，日軍曾為此役死亡者於當地建立「忠魂碑」，但當年戰場遺址早已夷為平地，當年壕溝則擴大為大埤塘，即是現今的八角塘。
- 伯公潭（土地公潭）：伯公潭（土地公潭）位於南勢溪，也就是大坑崁溪及老街溪匯流處，早年先民感念作物豐收，傳出是因為土地公顯靈庇祐所致，因此在弧形水道邊，相距不到百公尺就佇立三座土地公廟，但互不相通。這三座分別是興建於乾隆初年的廣仁宮、民國戊午年的圓墩伯公，以及福潭宮，特殊的是，穿越南勢溪的伯公潭橋，是平鎮僅保留完整的紅磚拱橋，仍無怨無悔的提供人車通行。
- 鷺鷥園
- 胡老錦古戰場（安平鎮之役）
- 葉奕明公祠
- 平鎮延平路日式宿舍
- 賦梅第
- 義學田
- 自行車道
  - 鐵馬迎風自行車道：約53.4公里，包含了石門大圳鎮興段自行車景觀步道以及山子頂水利大圳步道。
  - 平鎮石門大圳自行車景觀步道：全長約1.6公里，位於高雙里。
- 客12大節慶
  - 九月平鎮客家踩街嘉年華會
  - 平鎮客家踩街 嘉年華會
- 「神巡平鎮」：各大寺廟聯合遶境打破「角頭」寺廟藩籬，聯合各大寺廟又請出主祀神明參與遶境，堪稱全台僅有，為全台319鄉鎮首創。創意踩街活動，邀請各社區民間團體以車隊遊街及團體步行方式踩街，參與隊伍均以客家文化為主的表演設計，令現場民眾為之瘋狂，也引起熱烈迴響。
- 忠貞市場（橫跨平鎮區及中壢區）
- 雲南文化公園

## 外部連結
- 平鎮區公所 （页面存档备份，存于）
- 平鎮區公所的Facebook專頁
- YouTube上的平鎮區公所頻道